# Baroniet Holckenhavn
Baroniet Holckenhavn blev oprettet, da det tidligere gods ved Nyborg Fjord, der tidligere havde heddet Kogsbølle, Ellensborg og  Nygård, ved Patent af 1672 27. marts med et tilliggende på omkring 849 tønder hartkorn blev overdraget til kommandanten på Kronborg, Eiler Holck og hans slægt, under navnet Friherreskabet Holckenhavn. Prisen var, at han af det da forsømte gods skulle stille 300 tønder hartkorn i god stand til rådighed for det Kongelige Rytterregiment på Fyn.
Lenet blev ophævet 1921 ved lensafløsningen.

## Lensbesiddere
- (1672-1696) Eiler Holck
- (1696-1708) Frederik Christian Holck
- (1708-1740) Eiler Holck
- (1740-1760) Christian Frederik Holck
- (1760-1777) Erik Rosenkrantz Holck
- (1777-1781) Iver Holck
- (1781-1801) Mogens Frederik Anton Iver Holck
- (1801-1830) Frederik Conrad Holck
- (1830-1877) Conrad Frederik Erik Holck
- (1877-1919) Christian Eiler lensbaron Holck
- (1919-1921) Mogens Conrad Christian Holck